# Дампфбир
Дампфбир (нем. Dampfbier, от нем. Dampf — «пар»), также известное как баварское паровое пиво — традиционное баварское пиво, которое производится на юго-востоке Баварии, недалеко от границы с Чехией.

## История и технологии
Дампфбир — региональный стиль пива, возникший много веков назад, когда этот регион являлся одним из самых бедных регионов Баварии, и пшеница была слишком ценной, чтобы использовать ее для пивоварения. Поэтому пивовары используют только ячменный солод, а также местные сорта хмеля. Для брожения использовались дрожжи для белого пива. Таким образом, это единственное ячменное пиво, сваренное с дрожжами для брожения пшеничного пива. В прошлом, после завершения ферментации при комнатной температуре, которая длилась два-три дня, пиво переливали в деревянные бочки для выдержки в подвалах, выкопанных глубоко в горах и скалах. Производство дампфбира затухает начале 20-го века, но возрождается вновь во второй половине века.
Дампфбир — эль средней плотности, с глубоким цветом от золотистого до светло-янтарного, полученный из высококачественного светлого и немного карамелизированного солода. Пиво сбраживается дрожжами белого пива при температуре выше 21 градусов, что придает пиву слегка фенольное послевкусие. Варится в основном летом. Поскольку пиво варят при высокой температуре, на поверхности образуется пена и пузырьки, создавая визуальный эффект кипящей воды. Поэтому пиво получило название «парового», или «кипящего» пива.
Дампфбир следует отличать от американского «парового пива», известного как «калифорнийское обыкновенное пиво». Баварское паровое пиво — эль, тогда как калифорнийское — гибридное пиво, сброженное лагерным штаммом дрожжей при температуре брожения элей 18-21 градусов Цельсия.

## Торговые марки
Примеры торговых марок: Zwiesel Dampfbier, Borbecker Helles Dampfbier, Maisels Dampfbier, Altes Tramdepot Dampfbier, Schell Anniversary № 3 — Bavarian Forest Dampfbier, Gordon Biersch Dampfbier, Phantom Canyon Dampfbier Bavarian Mountain Ale.